# Верхньоприп'ятська низовина
Верхньоприп'ятська низовина — західна частина Поліської низовини у межах Волинської і Рівненської областей. З півдня обмежена Волинським пасмом.
Являє собою флювіагляціальну низовинну рівнину. Висоти від 128 м до 170 м. Поверхня переважно плоска. Основни елементи рельєфу — заплава та дві надзаплавні тераси Прип'яті. Поширені пасмові форми рельєфу і болотні низини. Густа річкова сітка. Численні озера (Турське озеро, Нобель, Люб'язь та ін.). Верхньоприп'ятська низовина характеризується значною заболоченістю (до 30—40 %) і залісеністю (30—35 %; переважно борові ліси), поширені луки. Орні землі становлять 12—25 %.
В заплаві річки Прип'ять споруджена Верхньоприп'ятська осушувально-зволожувальна система.